# Relajante muscular
Un relajante muscular (también, miorrelajante) es un medicamento que altera la función del músculo esquelético, al disminuir el tono muscular. El término relajante muscular se aplica a dos grupos terapéuticos diferentes: Los bloqueadores de la placa neuromuscular y a los espasmolíticos. Los bloqueadores de la placa neuromuscular interfieren con la acción de la acetilcolina, impidiendo su acción en los receptores localizados en la placa nerviosa terminal del músculo, lo que evita la acción del sistema nervioso central (SNC) sobre la musculatura esquelética. Son empleados con frecuencia en sala de cirugía, en la unidad de cuidado intensivo (UCI) y en las salas de urgencia, con el fin de producir parálisis temporalmente.
El otro grupo, también conocido como relajantes musculares de acción central, son empleados para aliviar el dolor músculo-esquelético, los espasmos y disminuir la espasticidad muscular en diversas patologías neurológicas. Aunque los bloqueadores neuromusculares y los espasmolíticos están agrupados como relajantes musculares, con frecuencia el término se emplea para referirse a los espasmolíticos.

## Historia
El uso más antiguo de los relajantes musculares del que se conoce, fue por parte de las poblaciones indígenas de la cuenca Amazónica en Suramérica, quienes empleaban flechas envenenadas que ocasionaban la muerte de sus presas por parálisis del músculo esquelético, lo cual fue documentado en el siglo XVI, cuando los colonizadores europeos lo descubrieron. Este veneno hoy conocido como curare llevó a algunos de los primeros estudios científicos en farmacología. Su ingrediente activo, la tubocurarina, así como muchos derivados sintéticos de esta, desempeñaron un papel importante en los experimentos científicos para determinar la acción de la acetilcolina en la transmisión neuromuscular.
Hacia 1943, los bloqueadores neuromusculares se introdujeron como relajantes musculares frecuentes en la práctica de la anestesia y la cirugía.
La Administración de Alimentos y Medicamentos de los Estados Unidos (FDA) aprobó el uso de carisoprodol en 1959, metaxalona en agosto de 1962 y ciclobenzaprina en agosto de 1977. 
Distintos relajantes musculares esqueléticos de ese tipo que se usan en todo el mundo provienen de varias categorías farmacológicas. Otros medicamentos utilizados principalmente para esta indicación incluyen orfenadrina (anticolinérgico), clorzoxazona, tizanidina (clonidina), diazepam, tetrazepam y otras benzodiazepinas, mefenoxalona, metocarbamol , dantroleno, baclofeno. Los medicamentos que se usaron en algún momento, pero que actualmente no se usan, o rara vez se emplean para relajar el músculo esquelético, incluyen meprobamato, barbitúricos, metacualona, glutetimida y similares; algunas subcategorías de opiáceos tienen propiedades relajantes musculares, y algunas se comercializan en medicamentos combinados con relajantes musculares lisos y / o esqueléticos, tales como productos completos de opio, algo de ketobemidona, piritramida y derivados de fentanilo y meprobamato.

## Bloqueadores neuromusculares
La relajación muscular y la parálisis teóricamente pueden ocurrir al interrumpir la transmisión nerviosa en varios sitios, incluido el sistema nervioso central, los nervios somáticos mielinizados, los  nervios motores no mielinizados, los receptores nicotínicos de acetilcolina, la placa  motora terminal y la membrana muscular o el aparato contráctil. La mayoría de los bloqueadores neuromusculares funcionan mediante el bloqueo de la transmisión en la placa terminal de la unión neuromuscular. Normalmente, un impulso nervioso llega a la terminal nerviosa motora, iniciando un flujo de iones de calcio, lo que provoca la exocitosis de vesículas sinápticas que contienen acetilcolina. La acetilcolina luego se difunde a través de la hendidura sináptica. Puede hidrolizarse mediante acetilcolinesterasa (AchE) o unirse a los receptores nicotínicos ubicados en la placa motora terminal. La unión de dos moléculas de acetilcolina produce un cambio conformacional en el receptor que abre el canal iónico de sodio-potasio del receptor nicotínico. Esto permite que los iomes de Na +
 y Ca2 +
 ingresen en la célula y que los iones de K + salgan en contra de un gradiente de concentración.
 La disminución de la carga eléctrica (potencial de reposo) en el interior de la célula que produce la salida de los iones causa una despolarización de la placa terminal, lo que produce una contracción muscular. Después de la despolarización, las moléculas de acetilcolina se eliminan de la región de la placa terminal y se hidrolizan enzimáticamente con acetilcolinesterasa formando acetato y colina, siendo esta última recaptada en la hendidura sináptica por el axón terminal para formar nuevas vesículas de acetilcolina. 
La función normal de la placa motora puede ser bloqueada por dos mecanismos. Los agentes no despolarizantes, como la tubocurarina, bloquean el agonista, la acetilcolina, de la unión a los receptores nicotínicos y los activan, lo que evita la despolarización. Alternativamente, los agentes despolarizantes, como la succinilcolina, son agonistas del receptor nicotínico que imitan a Ach, bloquean la contracción muscular mediante la despolarización hasta tal punto que desensibiliza el receptor y ya no puede iniciar un potencial de acción y causar la contracción muscular. Ambas clases de fármacos bloqueadores neuromusculares son estructuralmente similares a la acetilcolina.
La actividad de algunos agentes no despolarizantes como rocuronio, vecuronio o atracurio puede ser inhibida rápidamente por el sugammadex al impedir su unión con los receptores específicos de la placa motora. El otro medio de reversión de los efectos de los relajantes musculares no despolarizantes se logra incrementando los niveles de acetilcolina en la hendidura sináptica con fármacos parasimpaticomiméticos como neostigmina u piridostigmina, que inhiben la acción de la aceticolinesterasa, por lo que aumentan los niveles de acetilcolina en la placa neuromuscular, lo cual desplaza al bloqueador del receptor postsináptico, permitiendo que aparezca nuevamente la actividad muscular y por ende la contracción, pero estos niveles aumentados de acetilcolina también tienen efectos indeseables al actuar sobre los receptores muscarínicos del músculo liso y del músculo cardíaco, tales como bradicardia, sialorrea y broncoespasmo. Para contrarrestar dichos efectos se emplean anticolinérgicos como la atropina, que tienen efectos antagónicos a los de la aceticolina.
La generación de señales nerviosas en las neuronas motoras que causan las contracciones musculares depende del equilibrio de la excitación sináptica y la inhibición que recibe la neurona motora. Los agentes espasmolíticos generalmente funcionan mejorando el nivel de inhibición o reduciendo el nivel de excitación. La inhibición se mejora imitando o mejorando las acciones de las sustancias inhibidoras endógenas, como el GABA.

## Terminología
Debido a que pueden actuar a nivel de la corteza, el tronco cerebral, la médula espinal, o en las tres áreas, tradicionalmente se les ha llamado relajantes musculares de "acción central". Sin embargo, ahora se sabe que no todos los agentes de esta clase tienen actividad en el SNC (por ejemplo, dantroleno), por lo que este nombre es incorrecto.
El término "espasmolítico" también se considera un sinónimo de antiespasmódico.

## Usos
Los espasmolíticos como carisoprodol, ciclobenzaprina, metaxalona y metocarbamol se prescriben comúnmente para el dolor lumbar o cervical, fibromialgia, cefalea tensional y síndrome de dolor miofascial. Sin embargo, no se recomiendan como agentes de primera línea; en el dolor lumbar agudo, no son más efectivos que el paracetamol o los antiinflamatorios no esteroideos (AINE) y en la fibromialgia no son más efectivos que los antidepresivos. Sin embargo, algunas pruebas sugieren que los relajantes musculares pueden agregar beneficios al tratamiento con AINE. En general, ninguna evidencia de alta calidad apoya su uso. No se ha demostrado que ningún medicamento sea mejor que otro, y todos tienen efectos adversos, especialmente mareos y somnolencia. Las preocupaciones sobre un posible abuso e interacción con otras drogas, especialmente si el aumento de la sedación es un riesgo, limita aún más su uso. Se elige un relajante muscular según su perfil de efectos adversos, su tolerabilidad y su costo. 
Los relajantes musculares no se recomendaron para afecciones ortopédicas, sino para afecciones neurológicas como la espasticidad en la parálisis cerebral y la esclerosis múltiple. El dantroleno, aunque se considera principalmente como un agente de acción periférica, se asocia con los efectos del SNC, pero predominantemente se usa en el tratamiento de la hipertermia maligna, mientras que la actividad del baclofeno se asocia estrictamente con el SNC.
Se cree que los relajantes musculares son útiles en los trastornos dolorosos basados en la teoría de que el dolor provoca espasmos y el espasmo causa dolor. Sin embargo, evidencia considerable contradice esta teoría. 
En general, los relajantes musculares no están aprobados por la FDA para uso a largo plazo. Sin embargo, los reumatólogos a menudo recetan ciclobenzaprina todas las noches a diario para aumentar el sueño en la etapa 4. Al aumentar esta etapa del sueño, los pacientes se sienten más descansados por la mañana. Mejorar el sueño también es beneficioso para los pacientes que tienen fibromialgia.
Los relajantes musculares, como la tizanidina, se prescriben para el tratamiento de la cefalea tensional. 
El Diazepam y carisoprodol no se recomiendan para adultos mayores, mujeres embarazadas, personas que sufren depresión o para aquellos con antecedentes de adicción a las drogas o el alcohol.

## Mecanismo de acción
Debido a la mejora de la inhibición en el SNC, la mayoría de los agentes espasmolíticos tienen los efectos secundarios de la sedación, la somnolencia y pueden causar dependencia con el uso a largo plazo. Varios de estos agentes también tienen potencial de abuso y su prescripción está estrictamente controlada. 
Las benzodiazepinas, como el diazepam, interactúan con el receptor GABA-A en el sistema nervioso central. Aunque se puede usar en pacientes con espasmos musculares de casi cualquier origen, produce sedación en la mayoría de los individuos a las dosis requeridas para reducir el tono muscular.
Se considera que el baclofeno es al menos tan efectivo como el diazepam para reducir la espasticidad y causa mucho menos sedación. Actúa como un agonista de GABA en los receptores de GABA-B en el cerebro y la médula espinal, lo que produce una hiperpolarización de las neuronas que expresan este receptor, probablemente debido al aumento de la conductancia del ion potasio. El baclofeno también inhibe la función neural presinápticamente, al reducir la entrada de iones de calcio y, por lo tanto, va a reducir la liberación de neurotransmisores excitadores tanto en el cerebro como en la médula espinal. También puede reducir el dolor en los pacientes al inhibir la liberación de sustancia P en la médula espinal.
La clonidina y otros compuestos de imidazolina también han demostrado reducir los espasmos musculares por su actividad del sistema nervioso central. La tizanidina es quizás el análogo de clonidina más estudiado a fondo, y es un agonista de los receptores adrenérgicos α2, pero reduce la espasticidad a dosis que producen una hipotensión significativamente menor que la clonidina. Los estudios neurofisiológicos muestran que deprime la retroalimentación excitadora de los músculos que normalmente aumentan el tono muscular, lo que minimiza la espasticidad. Además, varios ensayos clínicos indican que la tizanidina tiene una eficacia similar a otros agentes espasmolíticos, como diazepam y baclofeno, con un espectro diferente de efectos adversos. 
El dantroleno derivado de la hidantoína es un agente espasmolítico con un mecanismo de acción único fuera del SNC. Reduce la fuerza del músculo esquelético al inhibir el acoplamiento de excitación-contracción en la fibra muscular. En la contracción muscular normal, el calcio se libera desde el retículo sarcoplásmico a través del canal receptor de rianodina, lo que causa la interacción que genera tensión de actina y miosina. El dantroleno interfiere con la liberación de calcio al unirse al receptor de rianodina y al bloquear el receptor endógeno de rianodina por inhibición competitiva. El músculo que se contrae más rápidamente es más sensible al dantroleno que al músculo que se contrae lentamente, aunque el músculo cardíaco y el músculo liso se deprimen solo un poco, probablemente debido a que la liberación de calcio por su retículo sarcoplásmico implica un proceso ligeramente diferente. Los principales efectos adversos del dantroleno incluyen debilidad muscular general, sedación y, ocasionalmente, hepatitis.
Otros agentes espasmolíticos comunes incluyen: metocarbamol, carisoprodol, clorzoxazona, ciclobenzaprina, gabapentina, metaxalona y orfenadrina.

## Efectos colaterales
Los relajantes musculares (espasmolíticos) son medicamentos muy potentes que pueden producir efectos negativos, como insuficiencia cardíaca y parálisis. Los pacientes con mayor frecuencia informan que la sedación es el principal efecto adverso de los relajantes musculares. Generalmente, las personas se vuelven menos alertas cuando están bajo los efectos de estos medicamentos. Normalmente se aconseja a las personas que no conduzcan vehículos ni operen maquinaria pesada mientras estén bajo los efectos de relajantes musculares.
La ciclobenzaprina produce confusión y letargo, así como efectos secundarios anticolinérgicos. Cuando se toma en exceso o en combinación con otras sustancias, también puede ser tóxico. Mientras el cuerpo se adapta a este medicamento, es posible que los pacientes experimenten sequedad de boca, fatiga, aturdimiento, estreñimiento o visión borrosa. Se pueden experimentar algunos efectos secundarios graves pero poco probables, como cambios mentales o del estado de ánimo, posible confusión y alucinaciones, y dificultad para orinar. En muy pocos casos, se pueden experimentar efectos secundarios muy graves pero raros: latidos cardíacos irregulares, coloración amarillenta de los ojos o la piel, desmayos, dolor abdominal que incluye dolor de estómago, náuseas o vómitos, falta de apetito, convulsiones, orina oscura o pérdida de coordinación. 
Los pacientes que tomaron carisoprodol durante un tiempo prolongado informaron dependencia, abstinencia y abuso, aunque la mayoría de estos casos fueron informados por pacientes con antecedentes de adicción. Estos efectos también fueron informados por pacientes que lo tomaron en combinación con otras drogas con potencial de abuso, y en menos casos, aparecieron informes de abuso asociado con carisoprodol cuando se utilizaron sin otras drogas con potencial de abuso. 
Los efectos secundarios comunes eventualmente causados por metaxalona incluyen mareos, dolor de cabeza, somnolencia, náuseas, irritabilidad, nerviosismo, malestar estomacal y vómitos. Se pueden presentar efectos secundarios graves al consumir metaxalona, como reacciones alérgicas graves (erupción cutánea, urticaria, picazón, dificultad para respirar, opresión en el pecho, hinchazón de la boca, cara, labios o lengua), escalofríos, fiebre y dolor de garganta , puede requerir atención médica. Otros efectos secundarios graves incluyen cansancio o debilidad inusuales o graves, así como coloración amarillenta de la piel o los ojos.  Cuando el baclofeno se administra por vía intratecal, puede causar una depresión del SNC acompañada de colapso cardiovascular e insuficiencia respiratoria. La tizanidina puede disminuir la presión arterial. Este efecto se puede controlar administrando una dosis baja al principio y aumentándola gradualmente.